# Jesse Leach
Jesse Leach ou Jesse David Leach (3 juillet 1978) est le chanteur du groupe américain Killswitch Engage.

## Carrière
Jesse Leach a rejoint Killswitch engage en 1999 et l'a quitté en 2002 à cause de ses problèmes de voix et à la suite d'une dépression.
En 2010 il crée le groupe Times of Grace avec Adam Dutkiewicz et Joel Stroetzel.
En 2012, Howard Jones quitte Killswitch engage et c'est à ce moment que Jesse rejoint à nouveau le groupe.
En 2013 l'album Disarm The Descent voit le jour avec Jesse Leach à la voix.